# Xã Flushing, Quận Belmont, Ohio
Xã Flushing (tiếng Anh: Flushing Township) là một xã thuộc quận Belmont, tiểu bang Ohio, Hoa Kỳ. Năm 2010, dân số của xã này là 2.021 người.